# Castillo de Chiriveta
El castillo de Chiriveta llamada también torre de Mongay o torre de los Moros es una fortificación románica situada en la parte aragonesa del desfiladero de Monrebey cerca de los despoblados de Mongay y Chiriveta, dentro del municipio de Viacamp y Litera, a 671 m de altitud. Pertenece a la comarca aragonesa de la Ribagorza.

## Descripción
La torre corona un cerro, vigilando antiguamente los caminos que seguían la ruta del río Noguera Ribagorzana. Es quizás la más tardía de la zona, puesto que es datada hacia el 1070. Quizás por eso su puerta de acceso se sitúa en una zona baja el macizo que hace de basamento. Su misión ya no era defensiva, para soportar asedios, sino de vigilancia de las nuevas tierras conquistadas.
Es una torre cilíndrica, edificada sobre base maciza. Actualmente le falta el recinto circundante y se levanta 15 m sobre el terreno. Sus muros alcanzan los 2,15 m de gosor, y el abanico de la puerta, de los más amplios, 0,95 m. Su estado es preocupante: una gruesa grieta recorre su muro sur desde la portada hacia arriba, y se mantiene en precario equilibrio parte de su estructura. Junto con otra grieta al lado opuesto dividen el cilindro en dos mitades. Se sitúa a escasos metros de la iglesia de Nuestra Señora del Congost.
En el año 1143 fue entregado por Ramón Berenguer IV a la Orden del Temple.

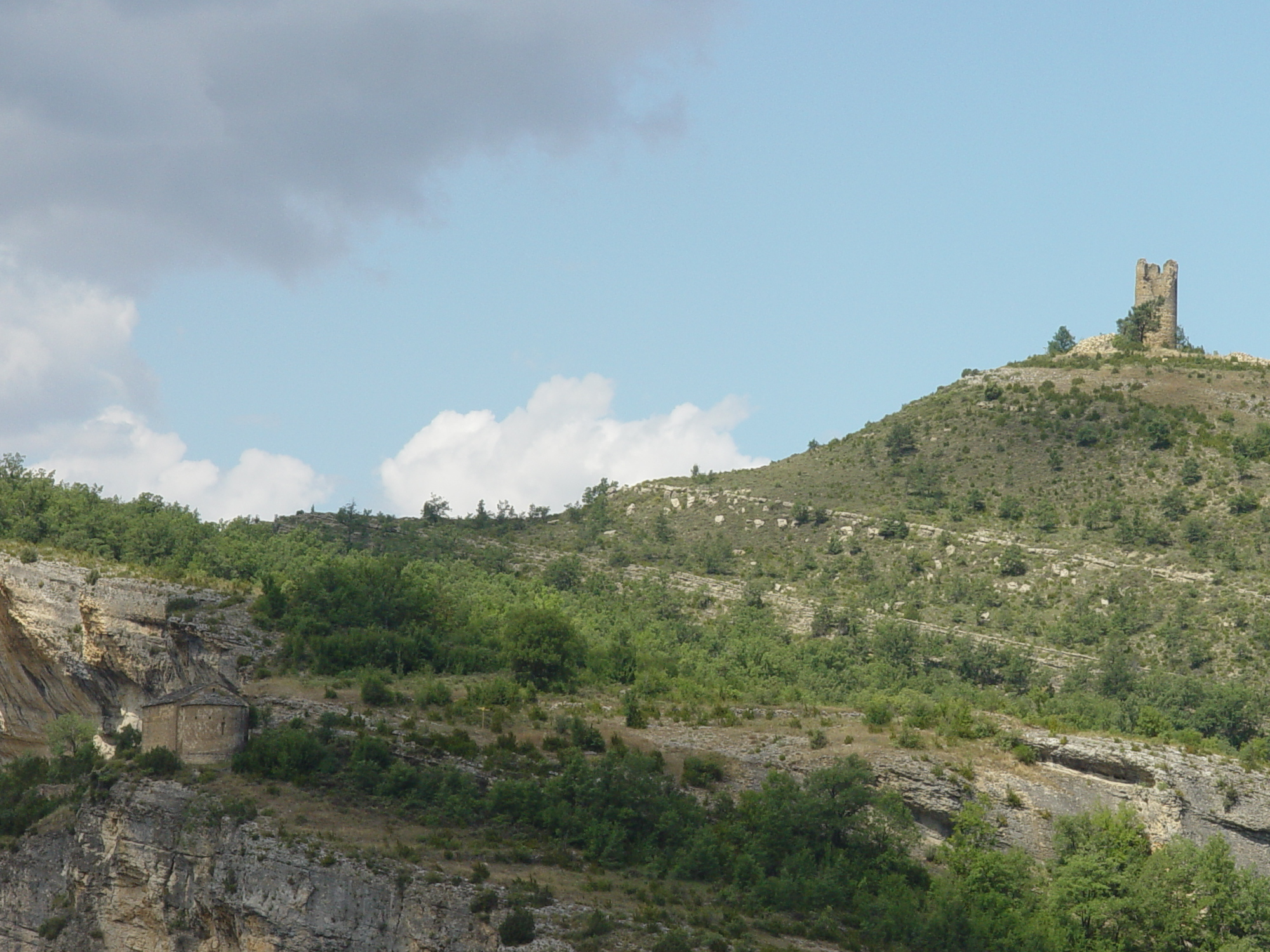
Iglesia de Nuestra Señora del Congost y castillo de Chiriveta